# Borovice hustokvětá
Borovice hustokvětá  (Pinus densiflora), také nazývaná japonská červená borovice, je borovice z Asie, kde tvoří rozsáhlé lesy.

## Synonyma
- Pinus densiflora varieta funebris
- Pinus funebris (některými botaniky je považována za samostatný druh, rostoucí v Severní Koreji a v přilehlých oblastech na hranici s Ruskem, jinými pozdějšími botaniky je považována jen za varietu borovice hustokvěté, to znamená: Pinus densiflora varieta funebris)
- Pinus sylvestris varieta sylvestriformis.

## Popis
Stálezelený, jehličnatý, jednodomý strom, dorůstající do výšky 36 m. Kmen stromu bývá přímý (v přímořských oblastech též často pokroucený) a dosahuje průměru 0,7 m. Větve vodorovné, zpočátku šedozelené a hladké, později oranžovočervené s vločkovitou borkou; ve spodní části koruny strom větve ztrácí velmi brzy. Koruna je otevřená, nepravidelná či deštníkovitá. Borka je zpočátku červenooranžovohnědá a loupající se, později šedá a tvořící velké pláty. Letorosty jsou hladké a zelené. Červenohnědé a válcovité pupeny jsou bez pryskyřice. Ohebné a tmavozelené jehlice jsou ve svazečcích (Fasciculus) po 2; jehlice jsou 8-12 cm dlouhé, 0,7-1,2 mm široké, na okrajích s nepatrnými zuby, štíhlé, zakroucené, na koncích ostré, s průduchy v řadách na všech površích jehlic, s neopadavými svazečkovými, 1-1,5 mm dlouhými pochvami; strom si ponechává jehlice ve svazcích pouze na koncích větví. Samčí šištice jsou na koncích letorostů, jsou malé a elipsoidní a jsou žlutohnědé barvy, 80 mm dlouhé. Samičí šištice – šišky jsou kuželovitě vejčité, 4-7 cm dlouhé. Jsou na 1-3 mm dlouhé, mírně ohebné stopce, jsou zlatohnědé barvy a vyskytují se v přeslenech po 2-5 v uzlinách (Nodus) větví. Šišky zůstávají po několik let na stromě zavřené. Šupiny šišky jsou klínovité se zploštělou, obnaženou částí, kosočtverečné a s centrálním, krátce zašpičatělým přírůstkem prvního roku, s tmavočervenohnědou skrytou částí. Semena jsou 6 mm dlouhá, s 11 mm dlouhým křídlem. Strom kvete v dubnu, semena dozrávají v září až říjnu 2. roku.

## Příbuznost
Borovice hustokvětá má 3 variety:
- Pinus densiflora varieta densiflora (synonyma: Pinus densiflora varieta brevifolia, Pinus densiflora varieta funebris, Pinus densiflora forma liaotungensis, Pinus densiflora varieta liaotungensis, Pinus funebris, Pinus scopifera).
- Pinus densiflora varieta ussuriensis (syn: Pinus densiflora forma ussuriensis, Pinus takahasii).
- Pinus densiflora varieta zhangwuensis.

Borovice hustokvětá (Pinus densiflora) je blízce příbuzná borovici lesní (Pinus sylvestris).

## Výskyt
Domovinou stromu je: Čína (provincie Chej-lung-ťiang, Ťi-lin, Liao-ning, Šan-tung); Japonsko (ostrovy Honšú, Kjúšú, Šikoku); Severní Korea; Jižní Korea; Rusko (Přímořský kraj).

## Ekologie
V Japonsku roste v nadmořských výškách 0-2300 m, na pevninské části Asie roste pouze do 900 m nadmořské výšky v severovýchodní Číně, a až do 1300 m v Koreji. Borovice hustokvětá ráda roste v rozmanitých, suchých, písčitých či kamenitých až rašelinných, kyselých půdách. Mrazuvzdorná je do -28 °C. Má ráda přímé oslunění. Není odolná lesním požárům, které ji zničí, nicméně má výbornou regenerační schopnost a rychle znovu osídluje oblasti po požárech. Borovice hustokvětá tvoří rozsáhlé monokulturní porosty, či roste dohromady například s borovicí Thunbergovou Pinus thunbergii, s cypřiškem tupolistým Chamaecyparis obtusa, s javorem japonským Acer japonicum a dalšími.

## Využití člověkem
V severovýchodní Asii je důležitým zdrojem dřeva, používaného hlavně na výrobu papíru, občas na výrobu železničních pražců, pro podzemní těžební činnosti a ve stavebnictví. V Japonsku je rozsáhle sázena v lesnictví a jako okrasná dřevina.
V Evropě je pro dřevo pěstována poměrně málo, pravděpodobně pro zde běžnou, a velmi podobnou, borovici lesní. Druh a jeho kultivary jsou pěstovány jako okrasné dřeviny. Japonsko patří mezi země, kde je borovice hustokvětá původní (je tam pěstováno kolem 100 jejích kultivarů) a tento druh také patří mezi dřeviny vhodné pro vytváření bonsají. V tradiční asijské medicíně byly jehlice a extrakty z nich využívány například v aromaterapii.

### Často pěstované kultivary
Kultivary častěji pěstované v ČR:
- 'Aurea'
- 'Globosa'
- 'Jane Kluis'´
- 'Henry Bud'
- 'Low Glow'
- 'Oculus - draconis'
- 'Pendula'
- 'Pygmaea'
- 'Umbraculifera'

## Ohrožení
Stav populace borovice hustokvěté je v seznamu IUCN považován za stabilní, strom není ohrožen, díky velké oblasti jeho výskytu. Nicméně v Rusku je borovice hustokvětá zařazena mezi ohrožené druhy a je zde chráněna. Některé části populace borovice hustokvěté rostou též v chráněných oblastech.

## Choroby a škůdci
V podmínkách ČR trpí druh a jeho kultivary i chorobami a škůdci, vůči nimž jsou místní druhy poměrně odolné. Významné pro napadení chorobami jsou faktory jako fyziologické poškození (např. suchem) a blízkost již napadených jedinců.
Z vážných chorob je napadána například cenangiovým odumíráním výhonů borovice. Pro chorobu je charakteristické žloutnutí a červenohnědé zbarvení jehlic borovice. Typické je prosychání koncových výhonů, větví až celých korun, přičemž jehlice na suchých větvích dlouho visí.

## Galerie

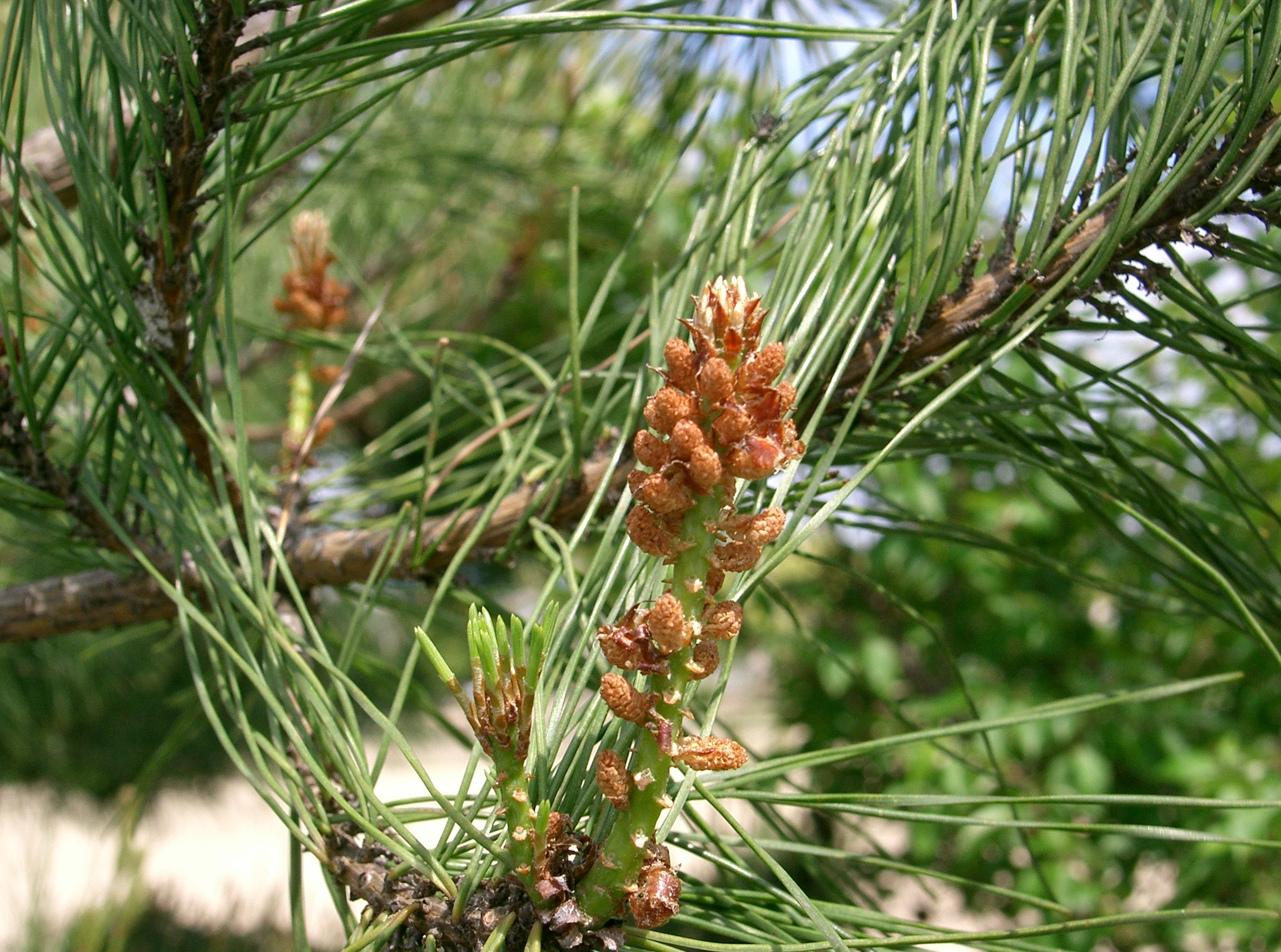
Borovice hustokvětá, detail samčí šištice, prefektura Ósaka, ostrov Honšú, Japonsko.
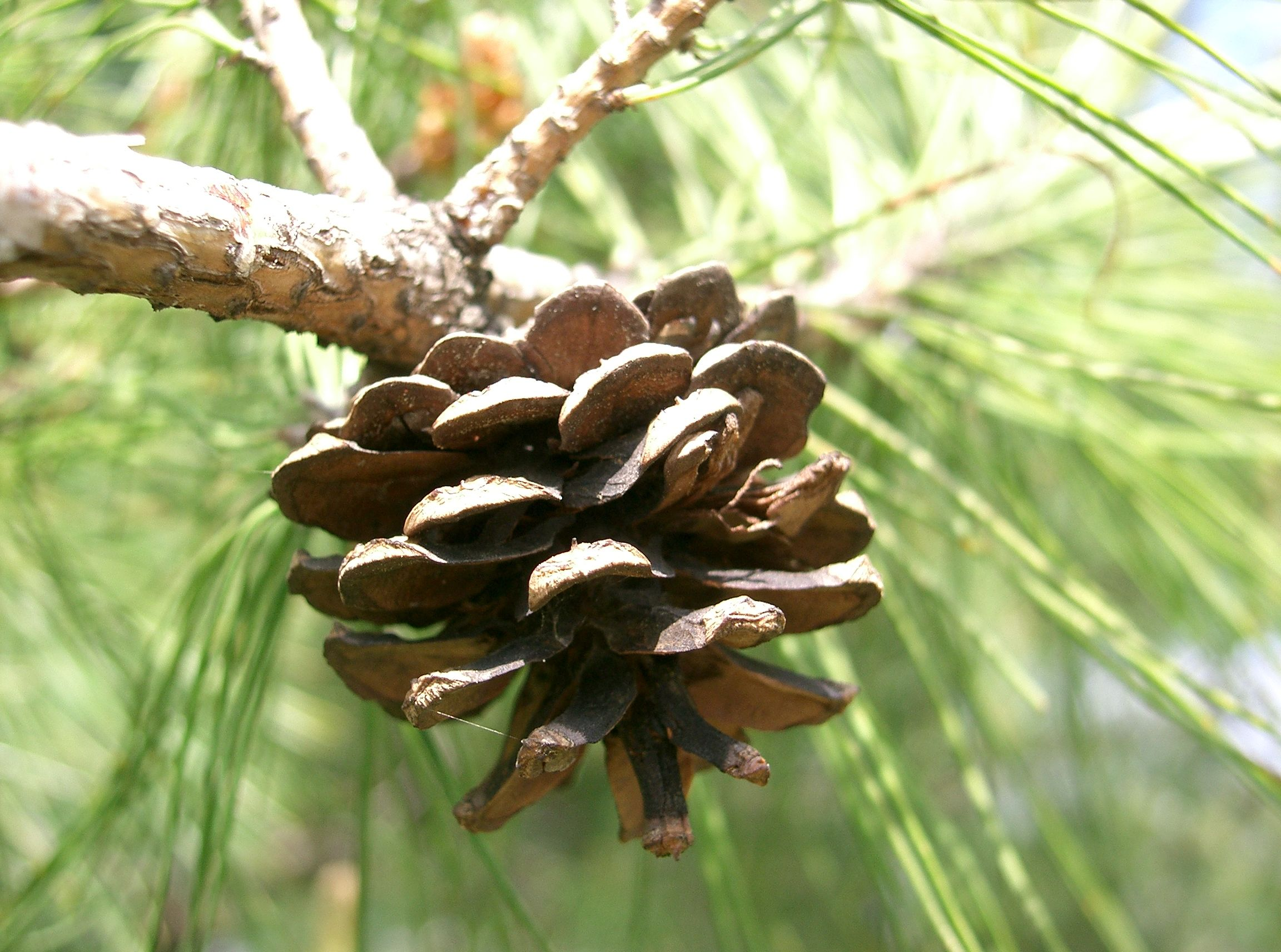
Borovice hustokvětá, detail rozevřené samičí šištice (šišky) na větvi, prefektura Ósaka, ostrov Honšú, Japonsko.
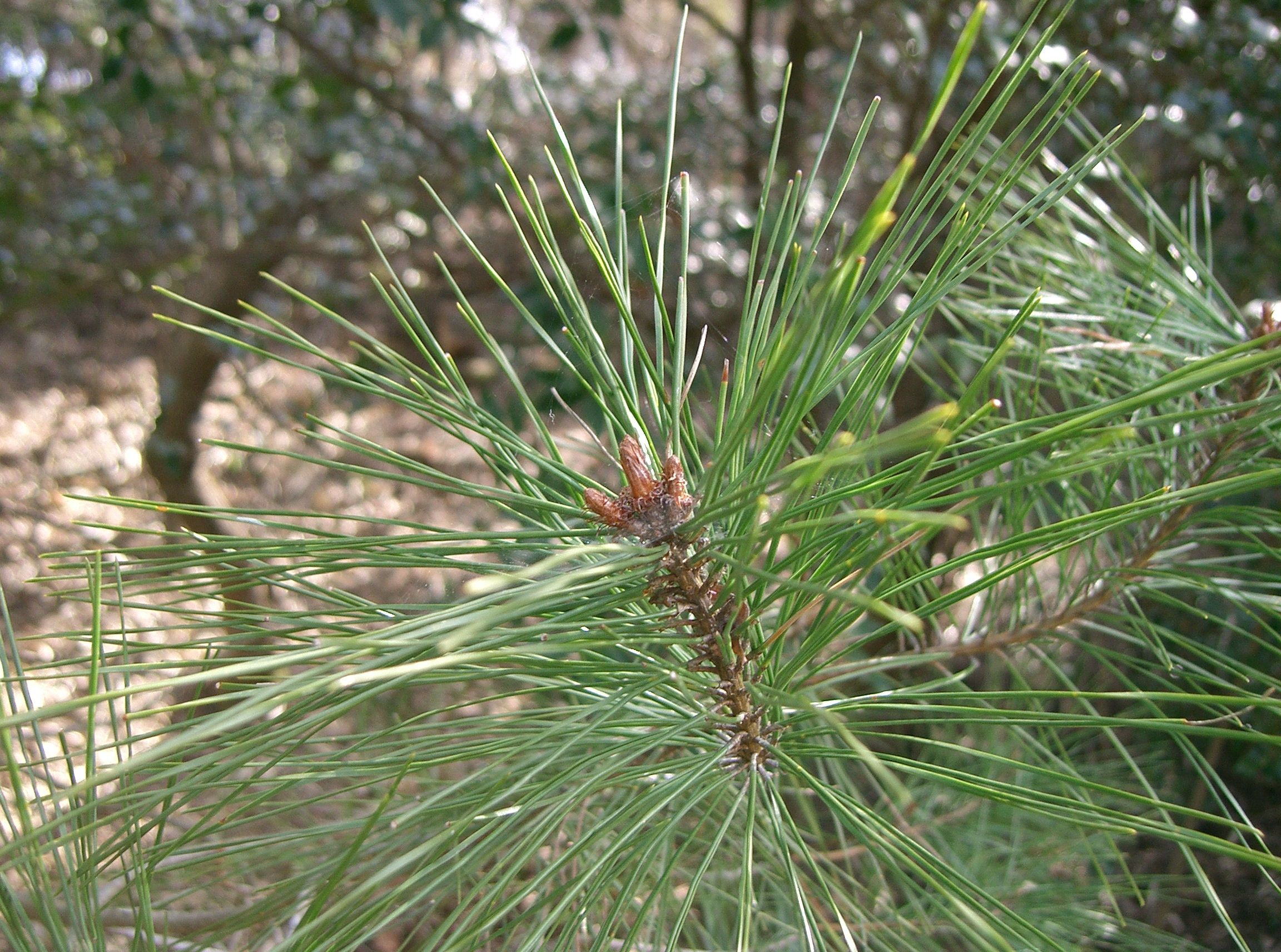
Borovice hustokvětá, jehlice na větvi, prefektura Ósaka, ostrov Honšú, Japonsko.
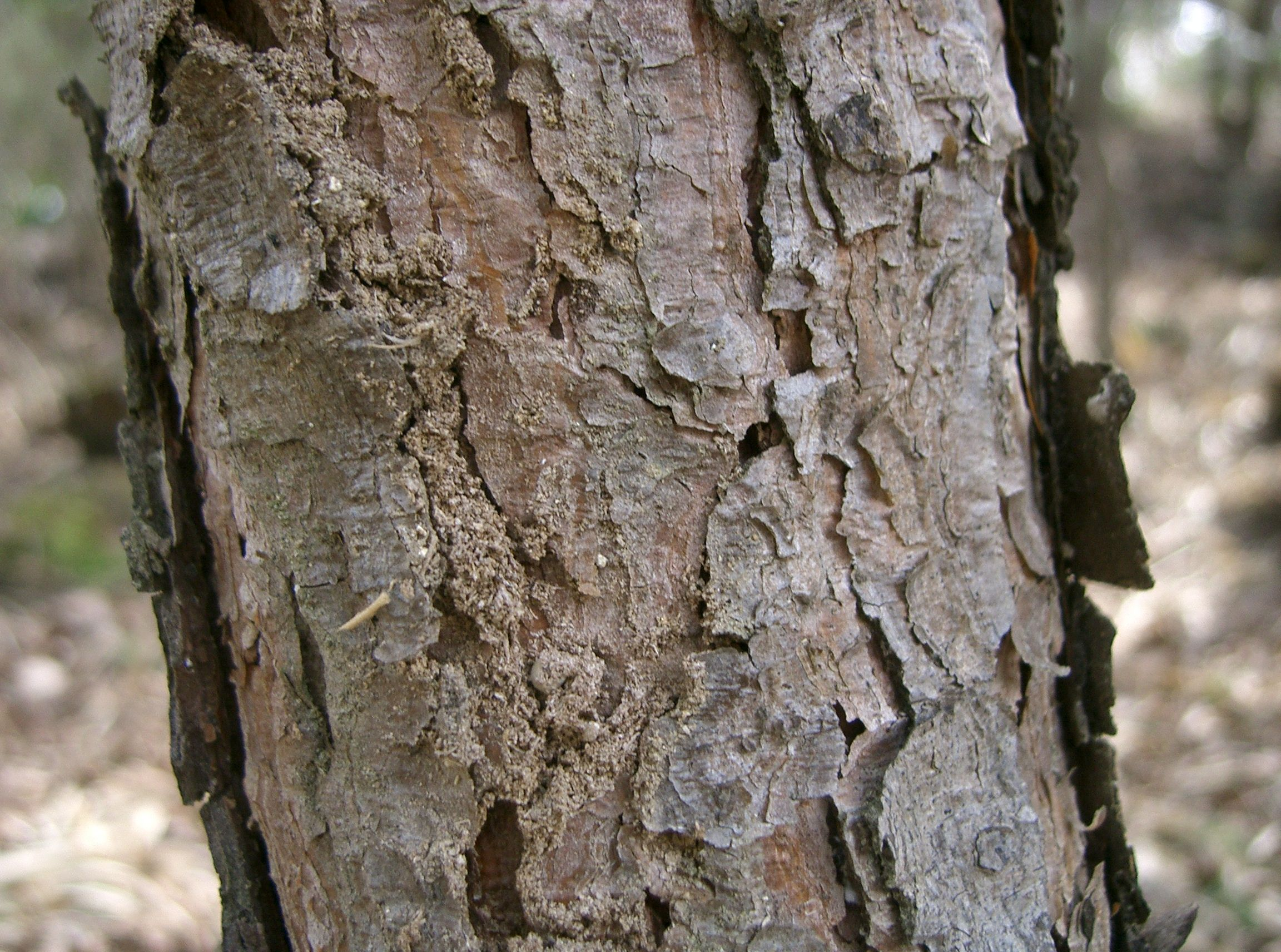
Borovice hustokvětá, detail borky, prefektura Ósaka, ostrov Honšú, Japonsko.
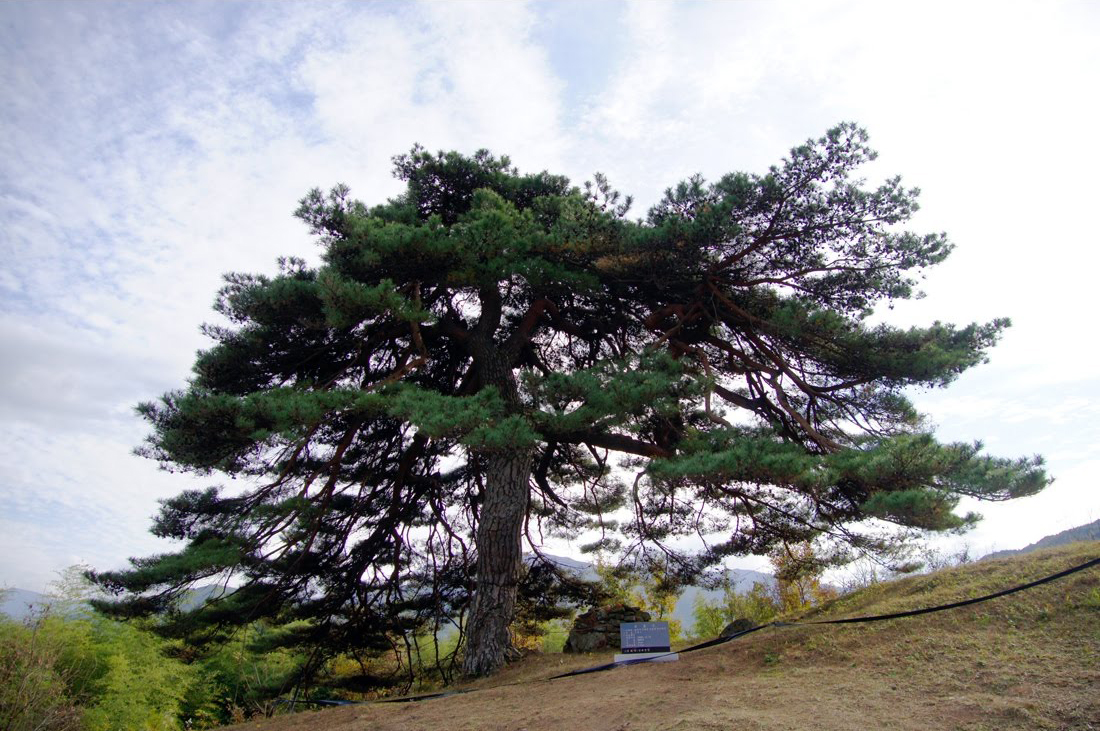
Borovice hustokvětá, stará přes 400 let, na hoře Jirisan, v pohoří Sobek, v Jižní Koreji.
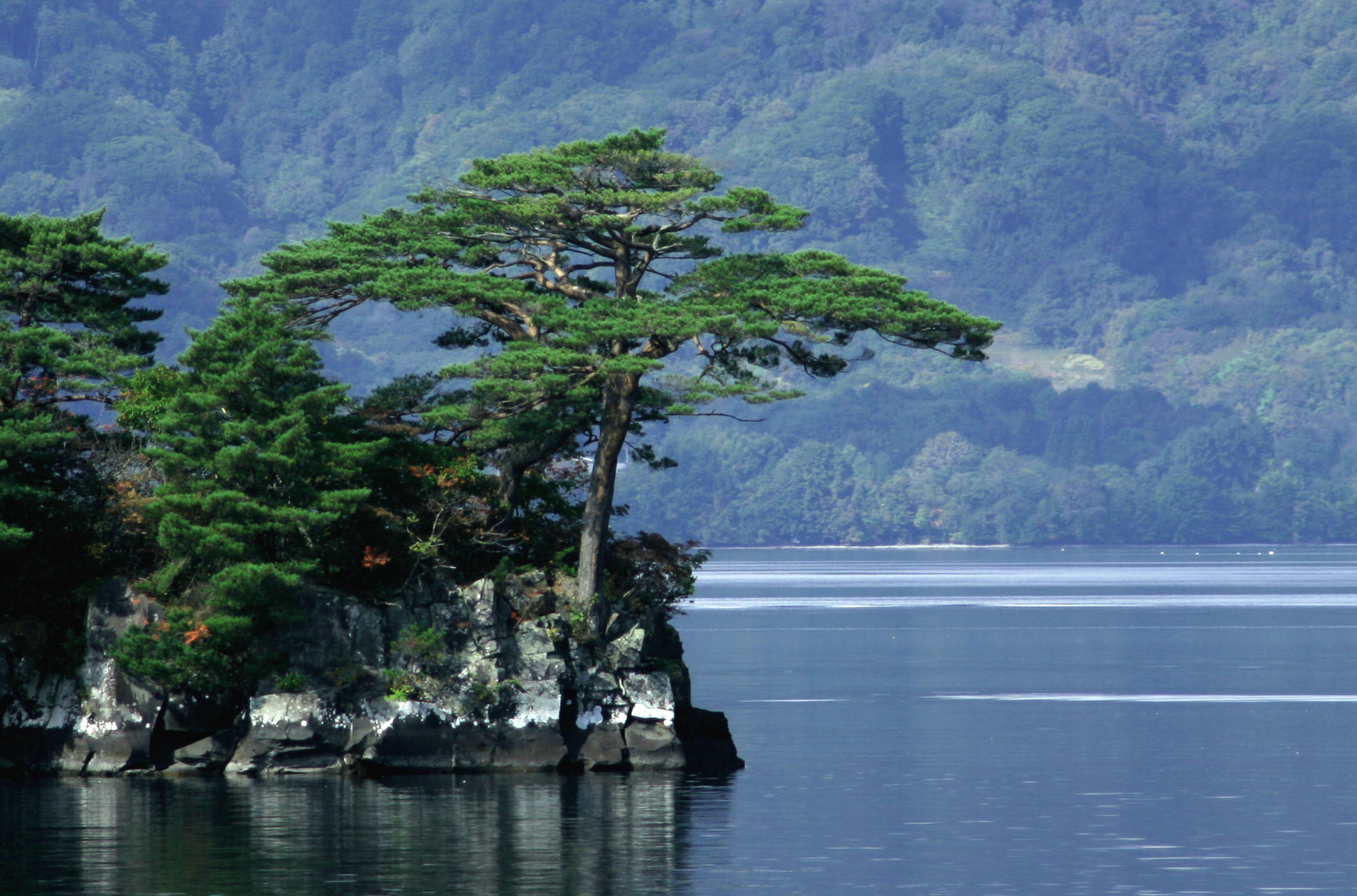
Borovice hustokvětá, jezero Towada, Kamikita-gun, prefektura Aomori, Japonsko.
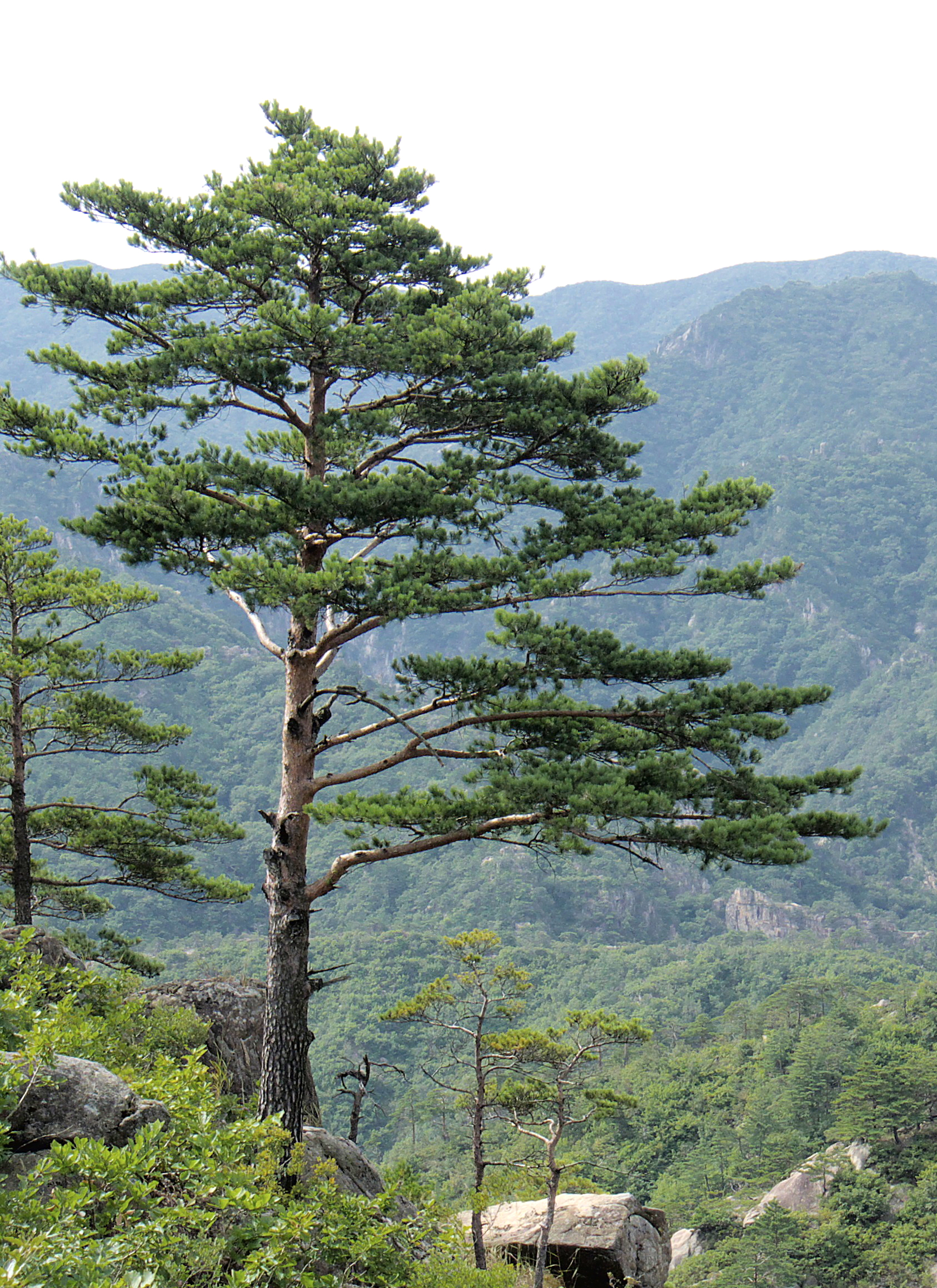
Borovice hustokvětá, na hoře Kumgangsan, v provincii Kangwon, v Severní Koreji.